# Cylindrobasidium laeve
Cylindrobasidium laeve är en svampart som först beskrevs av Christiaan Hendrik Persoon, och fick sitt nu gällande namn av Chamuris 1984. Cylindrobasidium laeve ingår i släktet Cylindrobasidium och familjen Physalacriaceae.   Inga underarter finns listade i Catalogue of Life.